# Ceca de Tamusia
39°21′56.7″N 6°05′13.9″O / 39.365750, -6.087194

La ceca de Tamusia se enmarca en el contexto del castro vetón de «Villasviejas del Tamuja», cuyos restos arqueológicos se encuentran a unos dos kilómetros al noroeste de la localidad cacereña de Botija.
Tradicionalmente, la existencia de este taller monetario ha despertado un especial interés en lo relativo a dos cuestiones principales: el hecho de que se acuñasen monedas celtíberas en suelo extremeño, lejos de su espacio cultural; y la aparición de una tercera emisión bilingüe, posterior a las dos primeras acuñaciones, ya plenamente celtibérica.

## Hallazgos monetarios

### Primera serie
- As. AE. Ø 23-24 mm. Anverso: Cabeza viril a derecha entre dos delfines. Reverso: Jinete con lanza a derecha; debajo, bajo línea, inscripción ibérica: TANUSIA [sic].[4]

### Segunda serie
- As. AE. Ø 21 mm. Anverso: Similar al anterior. Reverso: Similar al anterior, salvo que el texto aparece entre dos líneas.[4]

### Emisión bilingüe (114-113 a.C.)
- As. AE. Ø 28-30 mm. Anverso: Cabeza viril a derecha; delante, signos ibéricos: TAM; detrás, delfín. Reverso: Embarcación con remos a derecha; encima, leyenda latina: TAMVSIENSI, con las letras AM o AMV anexadas según los cuños.[5][6]

Tabla de piezas localizadas
| Publicación                  | Año       | Procedencia                                     | Conservación     |
| ---------------------------- | --------- | ----------------------------------------------- | ---------------- |
| Flórez                       | 1773      | Col. Mosti                                      | MAN              |
| Lorichs                      | 1852      | Col. Álvarez                                    | IVDJ             |
| Delgado                      | 1873      | Col. Gago                                       |                  |
| Berlanga                     | 1892-1902 | Col. Cervera                                    | ANS              |
|                              | Años 40   | Col. Newell                                     | ANS              |
| Gómez Moreno                 | 1942      | Lote de Guadix                                  |                  |
| Hernández                    | 1985      | Necrópolis de «El Mercadillo» (Botija, Cáceres) | Museo de Cáceres |
| Sánchez Abal, García Jiménez | 1988      | Lote de Botija 1                                |                  |
| CNH                          | 1994      |                                                 |                  |
| Blázquez                     | 1995      | Lote de Botija 2                                |                  |
| Ruiz Trapero                 | 2000      | Col. Buckler                                    | IVDJ             |

## Cronología
Se han datado estas emisiones a principios del siglo I a. C. o, al menos, durante la primera mitad de la centuria.